# 끓임쪽

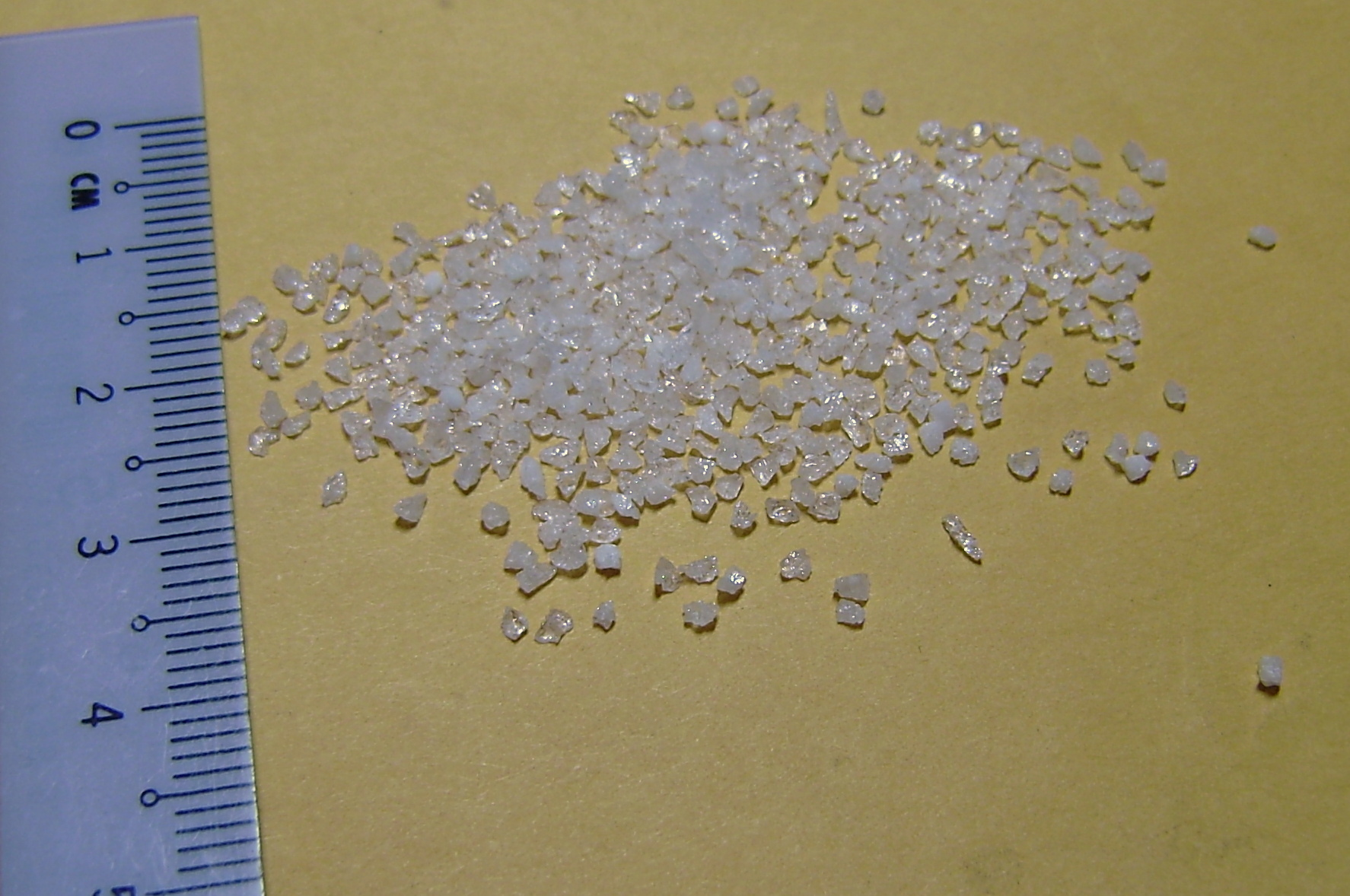
끓임쪽

끓임쪽 또는 비등석(沸騰石)은 액체가 끓는점 이상으로 가열되어 돌발적으로 끓어오르는 현상(돌비현상)을 막기 위해 넣는 돌이나 유리 조각이다.
액체의 온도가 올라가면서 구멍에 있는 기체들이 팽창해 밖으로 나가게 되는데 빠져나가는 동안 액체에는 팽창한 기체만큼의 공간이 생기고 이 때문에 돌비현상을 막을 수 있다.
작은 빈틈을 많이 가진것과 바닥에 가라앉아서 먼저 끓을 수 있는 것이 가장 좋다.